# Tito Cuzio Cilto
Tito Cuzio Cilto (in latino: Titus Cutius Ciltus; 14 circa – dopo il 56) è stato un magistrato e senatore romano, console dell'Impero romano.

## Biografia
Della figura di Cilto, non molto è noto. Forse homo novus ma probabilmente figlio del questore del 24 Cuzio Lupo, Cilto apparteneva a una famiglia il cui nomen si ritroverà a inizio II secolo in area betica; tuttavia, una nuova epigrafe ne stabilisce il nome paterno (Tito) e la tribus di appartenenza (Clustumina), e ha permesso di definirne l'origine in area umbro-etrusca.
Due fistulae plumbee che riportano il nome di Cilto ritrovate nella zona del santuario delle pendici nord-est del Palatino e risalenti con ogni probabilità alla fine del regno di Claudio hanno fatto ipotizzare un coinvolgimento di Cilto (anche se è incerto se per mandato imperiale o per evergetismo personale) nell'opera di canalizzazione del suddetto santuario, del resto teatro di ingenti lavori proprio negli ultimi anni del principato di Claudio.
L'unico incarico sicuro di Cilto lo vede però al vertice dello stato romano: egli fu infatti console suffetto insieme al fratello biologico di Seneca, Lucio Giunio Gallione Anneano, nei mesi di luglio e agosto del 56.
La figura di Cilto doveva però avere una certa notorietà: uno dei suoi liberti noti, Tito Cuzio Nerito (l'altro è Tito Cuzio Asclepiade), usò infatti come formula di patronato in un'epigrafe Cilti l(ibertus) invece del consueto formulario praenomen in genitivo dell'ex-padrone + l(ibertus), a testimonianza della notorietà del senatore.
Dopo il consolato, Cilto scompare dalla storia.